# マルクス・ピアウォニウス・ウィクトリヌス
マルクス・ピアウォニウス・ウィクトリヌス（ラテン語: Marcus Piav(v)onius Victorinus, ? - 270年又は271年）は、ガリア帝国の皇帝（在位：268年または269年 - 270年又は271年）である。

## 概要
マルクス・ピアウォニウス・ウィクトリヌスは、大変な富豪の家系であり、後にローマ軍団に属してマルクス・カッシアニウス・ラティニウス・ポストゥムスの配下に入った。ポストゥムスがガリア帝国を建国し初代皇帝となると、ウィクトリヌスは266年からプラエフェクトゥス・プラエトリオに就任し、267年からポストゥムスと共にガリア帝国執政官を務めた。269年にポストゥムスが暗殺、後継皇帝となったマルクス・アウレリウス・マリウスも同年中に殺害されたため、ウィクトリヌスはアウレリウスの後継としてアウグスタ・トレウェロルム（現：トリーア）の軍団によってガリア帝国皇帝に推挙され、皇帝に即位した。なお、ガリアやブリタンニアのローマ軍団はウィクトリヌスの皇帝即位を承認したが、ヒスパニアのローマ軍団は承認しなかった。
ウィクトリヌスはその治世の間、ローマ皇帝クラウディウス・ゴティクス率いるガリア帝国討伐軍の侵入を許し、ヒスパニアとローヌ川よりローマ寄りの領土を奪われるに至った。ただし、アウグストドゥヌム・ハエドゥオルム（現：オータン）を包囲したローマ軍に対して7ヶ月間の籠城の末に、これを防衛した。
270年又は271年の初め頃、ウィクトリヌスは部下の一人であったアッティティアヌスによって殺害された。アッティティアヌスの妻を略奪したためとされる。ウィクトリヌスの母・ウィクトリア（又はウィトルウィア）は、軍団に多額の金銭を支払って歓心を買い、また、ウィクトリヌスを神格化することで、息子の死後も権力を維持し続けた。ウィクトリアによって、カイウス・ピウス・エスウィウス・テトリクス（Caius Pius Esuvius Tetricus）がテトリクス1世としてガリア帝国皇帝に即位した。
なお、ウィクトリヌスには息子がいたが、ウィクトリヌスが殺害されて間もなくの内に軍隊によって殺害されたと伝わっている。ウィクトリヌスは息子と共に「ヒストリア・アウグスタ」で30人僭主にそれぞれ挙げられている。